# Stát Slovinců, Chorvatů a Srbů
Stát Slovinců, Chorvatů a Srbů (krátce: Stát SHS) byl krátkodobě existují stát mezi 29. říjnem a 1. prosincem 1918 jednostranně vyhlášený v jižních částech Rakousko-Uherska na samotném konci první světové války, avšak ještě před jejím formálním ukončením. Jeho hlavními obyvateli byli Slovinci (žijící především v Předlitavsku), Chorvati (většina v autonomní zalitavské korunní zemi Království chorvatsko-slavonské) a Srbové (ti, žijící mimo samostatné Srbské království, tj. převážně ze Zalitavska a z Bosny).
Mezinárodně neuznaný Stát Slovinců, Chorvatů a Srbů existoval pouhý jeden měsíc, poté byl včleněn do Království Srbů, Chorvatů a Slovinců, které tvořilo ještě Srbské království a Černohorské království.

## Historie

### Předcházející vývoj
V květnu 1917 jihoslovanští poslanci (vedení Antonem Korošcem) vídeňské Říšské rady navrhovali v Májové deklaraci sjednocení slovinských, chorvatských a srbských oblastí monarchie do samostatného státního organismu a vytvoření společného státu Slovinců, Chorvatů a Srbů pod vládou habsbursko-lotrinské dynastie. Následovalo podepsání několika dohod mezi představiteli rakousko-uherských Jihoslovanů (v emigraci sdružených kolem Jihoslovanského výboru a v Chorvatsku kolem Národní rady) a Srbského království, z nichž nejdůležitější byla Korfská deklarace z 20. července 1917 a Ženevská dohoda z 6. až 9. listopadu 1918.

### Vznik
Ihned poté, co započal rozpad Rakousko-Uherska, vznikl v jeho jižní části, v oblasti obývané Jihoslovany tzv. Stát Slovinců, Chorvatů a Srbů, který vyhlásila 29. října 1918 za vedoucí úlohy Antona Korošece Národní rada Slovinců, Chorvatů a Srbů se sídlem v Záhřebu. Formálně byl stát konstituční monarchií pod vládou habsbursko-lotrinské dynastie.
Tento stát zabíral Kraňsko, slovinskou část Štýrska (Dolní Štýrsko), Užší Chorvatsko, Slavonii včetně oblasti Sremu, Dalmácii, Bosnu a Hercegovinu a území obklopující Kotorskou zátoku. Naopak součástí státu nebyly oblasti dnešní Vojvodiny tj. Bačka a Banát, ani Baranja, dnes součást Chorvatska.
Jedním z mnoha problémů nového státu bylo to, že nezískal žádné mezinárodní uznání mocností. Vítězná Itálie tak neuznávala územní integritu toho státního útvaru a začala obsazovat Slovinci a Chorvaty obývaná území, a to i za Londýnskou dohodou přislíbenou hranicí v Přímoří, na Istrii a v Dalmácii.
Části Vojvodiny (Bačka a Banát) a Baranja, které ke státu SHS nepatřily, se 25. listopadu 1918 připojily k Srbskému království. Den před tím 24. listopadu 1918 se k Srbskému království připojil i region Srem, který byl zprvu částí Státu SHS, který se připojil k Srbsku. 26. listopadu 1918 se poté na základě sporného usnesení Podgorické skupštiny sloučila se Srbskem (resp. byla jím anektována[zdroj⁠?!] a okupována) i předtím samostatná Černá Hora.

### Zánik státu a spojení se Srbským královstvím
Především slabé vlastní vojenské oddíly donutily Záhřebskou reprezentaci hledat pomoc u Srbska, které stálo na straně vítězů války a mělo značné vojenské kapacity. Národní radou byla do Bělehradu vyslána vyjednávací delegace, které se ale nepodařilo garantovat ani jednu vlastní podmínku pro nově vznikající sjednocený stát.
Ženevskou dohodu zajišťující rovnoprávnost obou sjednocených útvarů – tedy Státu SHS a Království Srbska – odmítl ratifikovat srbský parlament. Také ustanovení zajišťující, že po nezbytně dlouhé době, kdy bude vládnout z jednoho centra regent Alexandr I. Karadjordjevič, bude zřízen decentralizovaný stát, kde se ústava a ústavní zákony budou přijímat dvoutřetinovou většinou, vypustila vyjednávací delegace z programu rozhovorů (měla vytvořili záruky i reálné politické páky, aby nedocházelo v nové zemi k zvyšování vlivu Srbů na úkor ostatních státotvorných národů a srbské koncentraci na nejvyšších postech). Tyto požadavky totiž nebyly na konci listopadu 1918, v době, kdy se na se na hranicích Státu SHS s Itálií tvrdě bojovalo, resp. bránilo území se slovanskou populací, reálně politicky průchodné.
Srbská strana si zkrátka byla dobře vědoma svých výhod a naopak svízelného postavení představitelů Státu SHS a ze situace byla schopna vytěžit maximum. Nakonec bylo dojednáno včlenění Státu SHS do Srbského království bez jakýchkoliv podmínek na budoucí státoprávní uspořádání.
1. prosince 1918 tak srbský princ-regent Alexandr Karađorđević, za účasti delegaci záhřebské Národní rady, mohl po krátké oficiální oslavě vyhlásil vznik Království Srbů, Chorvatů a Slovinců pod vládou dynastie Karadjordjevićů. Alexandr přitom dal sice formálně najevo, že chce zachovat věrnost ústavním, parlamentárním a hluboce demokratickým principům, vzhledem k výše uvedenému ale bylo jasné, že vzniká centralizovaný stát, v němž budou na politických funkcích dominovat Srbové.
A tak došlo k vytvoření společného státu všech Jihoslovanů, hlavním městem nového státu se stal Bělehrad a státním zřízením (konstituční) monarchie pod vládou Karađorđevićů. Prvním králem se stal Petr I. Karađorđević za něhož ale vládl následník princ Alexandr.

### Důsledky

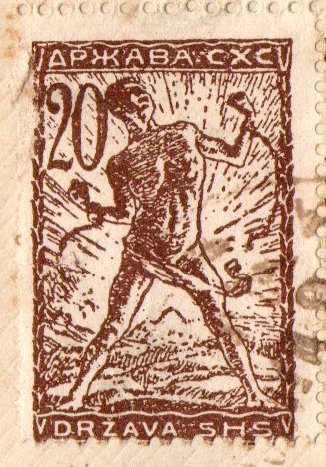
Poštovní známka Država SHS

Sjednocení jihoslovanských národů, které vedle sebe žili v rámci Rakouska-Uherska, do samotného Státu Slovinců, Chorvatů a Srbů bylo úspěšným vyústěním jejich dlouhodobých snah o správní a kulturní spojení a částečně i politickou nezávislost (v rámci mocnářství se mělo projevit ve změně rakousko-uherského dualismu na "Trialismus").
Na první pohled se pak může zdát dalším logické krokem i spojení se Srbskem do Království SHS, ale na druhou stranu k němu došlo jen spíše díky souhře událostí na mezinárodní a jihoslovanské politické scéně: rozpoutání první světové války, vstupu USA do války, rozpadu Rakousko-Uherska, konečnému vítězství Srbska a zejména snaze Itálie o anexi Slovinska a chorvatského přímoří. Společný nástupnický stát byl tedy „sňatkem z rozumu“, který byl volbou menšího zla před větším.
Jednotlivé národy a národnosti se nacházely ve zcela odlišných stádiích vývoje, a to jak v oblasti kulturní, tak také ekonomické a sociální. Zatímco sever, který byl do roku 1918 součástí Rakouska-Uherska, byl hospodářsky vyspělejší, jih byl vzhledem ke svému dlouhodobému vývoji zaostalý.
Je také vhodné si uvědomit, že pro Slovince, kteří se stali součástí Habsburské monarchie už ve 13. stol., byli mnozí další jižní Slované naprosto neznámí. Se Srby, (resp. Černohorci a Makedonci) se za tisíc let své zaznamenané historie nikdy nepotkali v jednom a tomtéž politicko-správním útvaru. Tento až iracionální strach z nové, neznámé a hospodářsky i kulturně méně vyspělé bělehradské autority přispěl k tomu, že v plebiscitech v Horním Štýrsku a Korutanech v roce 1920 značná část slovinského etnika (asi 15 tisící z odhadovaných 60 tisíc) hlasovala pro přičlenění k Rakousku (resp. setrvání v něm), a odmítla se stát součástí nového jihoslovanského státu.
Pro dokreslení obrovských rozdílů mezi jednotlivými zeměmi pozdějšího Království SHS lze uvést následující: Slovinsko bylo v rámci R-U sice nejméně průmyslovou částí Předlitavska a jednou z jeho chudších zemí, v novém státě se Srbskem a Černou Horou ale naopak představovalo nejrozvinutější a nejprůmyslovější oblast, která se s necelou desetinou populace podílela na celkovém HDP cca 25 %.